# سكوت موريسون (لاعب كرة سلة)
سكوت موريسون (3 يناير 1986 في كندا - ) هو لاعب كرة سلة كندي في مركز الوسط. لعب مع أكيتا نورثرن هابينيتس وشارني سووبسك وملبورن يونايتد ونادي تارتو لكرة السلة وSeaHorses Mikawa ‏ وAlba Fehérvár ‏ وBC Politekhnika-Halychyna ‏.

## وصلات خارجية
- سكوت موريسون على موقع دوري كرة السلة الياباني للمحترفين (اليابانية)
- سكوت موريسون على موقع كرة السلة الأوروبية.كوم (الإنجليزية)
- سكوت موريسون على موقع كلية كرة السلة في سبورتس رفرنس.كوم (الإنجليزية)
- سكوت موريسون على موقع ريلجم (الإنجليزية)
- سكوت موريسون على موقع بروبوليرز (الإنجليزية)
- سكوت موريسون على موقع سبورتس رفرنس (الإنجليزية)